# Littérature ivoirienne

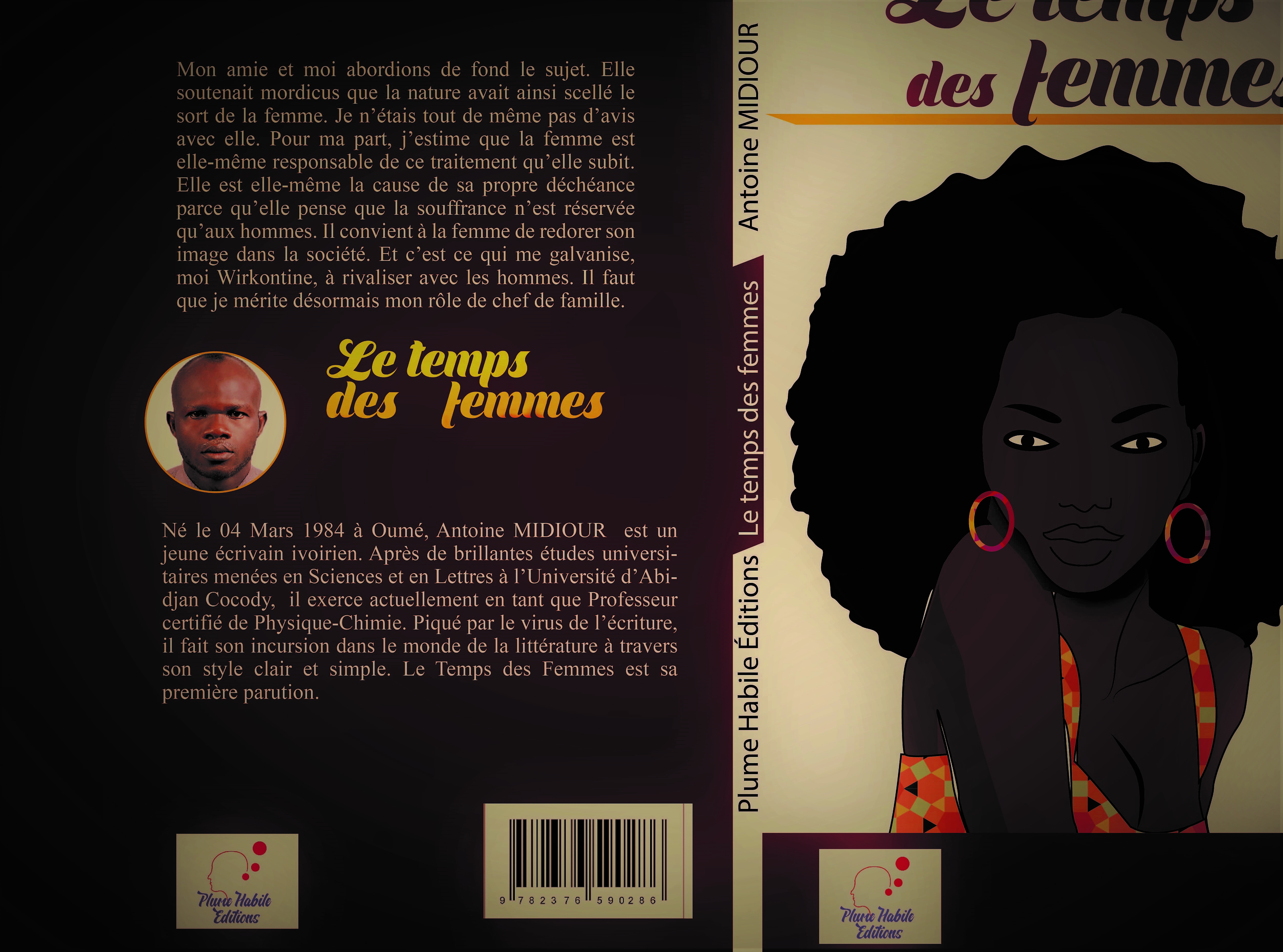
Couverture du roman LE TEMPS DES FEMMES d'Antoine Midiour.

La littérature ivoirienne désigne l'ensemble des productions littéraires de la Côte d'Ivoire, pays où sont parlées soixante-six langues et où la langue officielle est le français, ainsi que leur étude. Il existe notamment une littérature écrite en langue française, souvent considérée comme produit de l'école coloniale.

## Présentation
Bruno Gnaoulé-Oupoh, écrivain et spécialiste de littérature ivoirienne, qualifie la littérature ivoirienne moderne d' 

« arrière-petite-fille accidentelle de la colonisation française »

 : l'école française dans les territoires occupés cause sans intention, pour cet auteur, l'émergence d'une génération lisant en français, et d'une littérature écrite dans cette langue. Dans un chapitre de son livre, qui est consacré à la naissance de la littérature moderne de Côte d'Ivoire, il écrit que deux élèves de l’École primaire supérieure de Bingerville, Édouard Aka Bilé et Robert Animan Amonlin, sont souvent considérés comme à l'origine de cette littérature. Une autre origine est l'écrit autobiographique à valeur romanesque de Bernard Dadié, issu d'un lycée de Dakar et reconnu dans le monde. Coffi Gadeau et Amon d’Aby sont des dramaturges ivoiriens. Bernard Zadi Zaourou a établi la chaire de littérature africaine dans une Université de Côte d'Ivoire. Ahmadou Kourouma écrit le roman le Soleil des Indépendances qui est publié en 1968. Josette Abondio, romancière et dramaturge ivoirienne a présidé l'Association des écrivains de Côte d’Ivoire (AECI) de 1998 à 2000.
En mai 2023, la Côte d'Ivoire, à l'initiative d'universitaires, annonce sa participation aux choix du prix Goncourt.

### Genres littéraires
Le premier genre de la littérature francophone en Côte d'Ivoire est le théâtre, suivi des contes. Climbié (nom signifiant "plus tard") est considéré comme le premier roman ivoirien : écrit par Bernard Dadié, il prend une valeur autobiographique. La poésie écrite voit le jour en 1945.
La troupe indigène de la Côte d'Ivoire est fondée en 1938. Ses objectifs sont de combattre l' attentisme et de transmettre le dévouement envers l'intérêt général. Le théâtre ivoirien met souvent en scène un griot, qui peut ainsi introduire de nouveaux personnages et pallier les problèmes liés au genre théâtral. La poésie ivoirienne est influencée par la négritude et compte quelques poètes oralistes. D'après Bruno Gnaoulé-Oupoh, le roman ivoirien suit une tendance réformatrice et non révolutionnaire, du fait d'un manque de conscience politique des auteurs et d'une forme d'auto-censure liée au climat politique.

### Culture traditionnelle dans la littérature ivoirienne
Loin de l'exotisme de certaines pièces de théâtre, où la vie des indigènes est montrée de manière folklorique (ce qui put conforter les colons dans un sentiment de supériorité), le roman ivoirien se montre critique envers les traditions ivoiriennes, notamment concernant le mariage et les croyances. L'imposition de l'endogamie et les mariages de raison, voire forcés, sont ainsi dénoncés. La sorcellerie et les croyances sont passées au crible de la critique : dans un roman d'Amadou Koné, les bons sorciers sont distincts des mauvais sorciers, selon la façon dont ils se servent de leurs pouvoirs. D'après Gnaoulé-Oupoh, les écrivains ivoiriens ont évité le piège d'un passéisme sentimental, au profit de questionnements sur la construction d'une société future.

## Situation des écrivains ivoiriens
Plusieurs écrivains ivoiriens, partis étudier en France, ressentent un déracinement. La scène littéraire ivoirienne du quartier latin est qualifiée de microcosme dans un article du Monde diplomatique. De plus, la lecture se pratique peu en Côte d'Ivoire (bien que les statistiques soient peu nombreuses).

## Etude
En 1983, est publiée la première anthologie de littérature ivoirienne, à l'initiative d'universitaires ivoiriens comme Gérard Dago Lezou, Amadou Koné et Joseph Mlanhoro. Fut étudié le phénomène d'appropriation culturelle de la littérature africaine en langue française, dans le cas du roman, par Germain Kouassi .